# Tomáš Trávníček
Tomáš Trávníček (21. prosince 1918 Benešov – 13. července 2008) byl český a československý lékař, vysokoškolský učitel, politik Komunistické strany Československa a poslanec Sněmovny lidu a Sněmovny národů Federálního shromáždění za normalizace.

## Biografie
V roce 1937 začal studovat na Lékařské fakultě Univerzity Karlovy. Po uzavření českých vysokých škol v roce 1939 byl až do roku 1942 vězněn v koncentračním táboře Oranienburg-Sachsenhausen. Po návratu byl aktivní v protinacistickém odboji. Po válce mu byl udělen Československý válečný kříž a vojenská medaile Za zásluhy 1. stupně. V roce 1947 dokončil studia medicíny a promoval. Pak pracoval ve Fyziologickém ústavu. Od roku 1963 dlouhodobě působil jako přednosta Ústavu patologické fyziologie. V roce 1965 byl jmenován profesorem. Zastával i post proděkana, v letech 1955–1961 děkana Lékařské fakulty a v letech 1961–1962 působil jako prorektor Univerzity Karlovy. Specializoval se na obor experimentální hematologie. Podílel se na založení Společnosti pro patologickou a klinickou fyziologii při České lékařské společnosti Jana Evangelisty Purkyně, jejímž prvním předsedou byl. Publikoval četné odborné studie a vysokoškolské učebnice.
Členem KSČ byl od roku 1938. V letech 1953–1968 byl členem Krajského výboru KSČ ve Středočeském kraji, přičemž po téměř celou dobu byl i členem předsednictva KV KSČ.
Jeho politická kariéra vyvrcholila po invazi vojsk Varšavské smlouvy do Československa za normalizace. 14. sjezd KSČ ho zvolil kandidátem Ústředního výboru Komunistické strany Československa. Za člena ÚV KSČ ho zvolil 15. sjezd KSČ, 16. sjezd KSČ a 17. sjezd KSČ. Od roku 1971 byl místopředsedou Ústředního výboru Národní fronty, od roku 1974 zastával i post člena předsednictva Světové rady míru. Roku 1973 mu byl udělen Řád Vítězného února, v roce 1978 získal Řád republiky a roku 1978 obdržel Zlatou medaili míru. Kromě toho dvakrát získal vyznamenání Za zásluhy o výstavbu.
Po federalizaci Československa usedl do Sněmovny lidu Federálního shromáždění. Mandát nabyl až dodatečně v prosinci roku 1969. Uvádí se jako vedoucí katedry na Fakultě všeobecného lékařství Karlovy university v Praze a předseda vědecké společnosti Jana Evangelisty Purkyně v oblasti patologické fyziologie. Byl rovněž také členem komise pro školství a vědu při byru ÚV KSČ pro řízení stranické práce v českých zemích. V oficiální biografii u příležitosti jeho nástupu do parlamentu se zmiňuje jeho politická orientace během pražského jara: „...ve své dosavadní politické a veřejné činnosti [se] osvědčil jako vzdělaný marxista a vždy důsledně hájil čistotu marxisticko-leninského světového názoru. Také on čestně obstál v našem nedávném složitém politickém vývoji a prokázal své vysoké politické a morální kvality.“
Ve volbách roku 1971 přešel do Sněmovny národů (volební obvod Praha-město). Mandát obhájil ve volbách roku 1976 (volební obvod Praha 1 a 7), volbách roku 1981 a volbách roku 1986. Ve Federálním shromáždění setrval až do ledna 1990, kdy rezignoval na poslanecký post v rámci procesu kooptace do Federálního shromáždění po sametové revoluci.